# Нерантзіотісса (станція метро)
«Нерантзіотісса» (грец. Νεραντζιώτισσας) — станція Афінського метрополітену, в складі Афіно — Пірейської залізниці. Розташована на відстані 21 900 метрів від станції метро «Пірей». Як станція метро була відкрита в 2004 році, з нагоди проведення літніх олімпійських ігор. На станції заставлено тактильне покриття.